# I vedovi
I vedovi (titolo orig. Les Veufs) è un romanzo poliziesco degli autori francesi Pierre Boileau e Thomas Narcejac, pubblicato sotto la firma comune di Boileau-Narcejac. Il romanzo è composto da tredici capitoli.

## Personaggi
- Serge Mirkine: attore e scrittore
- Mathilde Mirkine: modella e moglie di Serge
- Moret: padre di Mathilde
- Patrice Garavan: industriale
- Jean-Michel Meryl: stilista
- Joseph Merlin: investigatore privato

## Trama
Parigi. Serge Mirkine è geloso, molto geloso di sua moglie Mathilde. Lei è una bellissima donna che fa la modella di professione, lui un attore della radio e scrittore in erba. È certo, anche se non possiede prove concrete, che lei lo tradisca. Non sa con chi sua moglie lo tradisca, ma alcuni piccoli particolari non incastrano perfettamente e lui è sempre più convinto del tradimento.
A tal scopo, acquista da un malvivente una pistola con l'intenzione di uccidere la moglie e l'amante. La gelosia di Serge è talmente grande che ingaggia Joseph Merlin, un investigatore privato, di pedinare la moglie per sapere chi è l'uomo. Joseph Merlin fa pedinare, da un suo uomo, la signora Mathilde per un'intera settimana e accumula molti indizi compromettenti, ma nessuna prova certa del tradimento. Ma Serge non ha dubbi: l'uomo con cui sua moglie si vede clandestinamente deve essere, per forza di cose, il suo amante.
Serge si fa dare l'indirizzo dell'abitazione dove i due amanti si vedono. Prende la pistola e sale in macchina, parcheggia l'auto davanti al cancello principale della villa ed entra. Si dirige alla piscina e lì vede un uomo. L'uomo è Jean-Michel Meryl, il capo di sua moglie Mathilde. I due uomini si conoscono, Serge gli chiede dove si trovi Mathilde. Jean-Michel ammette candidamente che, in questo momento, sua moglie non è li, ma che spesso si vedono fuori dall'orario di lavoro. Dopo queste quattro parole Serge non ha più nessun dubbio, estrae la pistola e gli spara a bruciapelo.
Dopo averlo ucciso, scappa verso la sua auto il più velocemente possibile e, preso dal panico, getta la pistola nel giardino della villa. Ginto all'auto, ancora sconvolto per l'assassinio appena compiuto, sale in auto e si dirige a casa. Una volta arrivato a casa, Serge si vuole costituire: lui non è un assassino, è solo un marito geloso e tradito che si è vendicato. Sa di aver lasciato talmente tanti indizi, dietro di sé, che è convinto che tra poco la polizia busserà alla sua porta per arrestarlo. Il tempo passa, ma la polizia non arriva.
La mattina successiva sua moglie si presenta a casa; lei non sa che Jean-Michel è morto, ucciso da suo marito. Nel frattempo, un altro fatto si mette di traverso a complicare la vita a Serge. Il suo secondo libro, dal titolo "Affari di cuore", vince un prestigioso premio letterario. Serge ha partecipato a questo premio letterario senza lasciare il suo nome, per cui ora deve stare attento. Se si svela rischia che la notorietà, che avrebbe a causa del grande successo che sta ottenendo il libro, lo faccia condannare per l'omicidio di Jean-Michel.
Altri avvenimenti aumentano l'esasperazione di Serge Mirkine. Patrice Garavan si dichiara l'autore del romanzo "Affari di cuore", essendo entrato in possesso della copia dattiloscritta del romanzo.

## Curiosità
- Al paragrafo 5 c'è una citazione dai personaggi del dottor Jekill e di mister Hyde.
- Al paragrafo 7 c'è una citazione dal film Taras Bulba.

## Edizioni italiane
- I vedovi, collana Il Giallo Mondadori n.2579, traduzione di Igor Longo, Milano, Mondadori, luglio 1998,  pp. 186, 977-11-205-0800-4. - Collana La memoria n.680, Palermo, Sellerio, 2006, ISBN 978-88-389-2138-4.
- I vedovi, collana Fabula n.423, traduzione di Giuseppe Girimonti Greco e Ezio Sinigaglia, Milano, Adelphi, 2025, ISBN 978-88-459-4013-2.